# Cyphomyia verticalis
Cyphomyia verticalis är en tvåvingeart som beskrevs av Gerstaecker 1857. Cyphomyia verticalis ingår i släktet Cyphomyia och familjen vapenflugor. Inga underarter finns listade i Catalogue of Life.